# مونت أفريل
مونت أفريل هو جبل من جبال الألب بينيني، ويقع على الحدود السويسرية الإيطالية. يبلغ ارتفاع قمتها 3347 مترًا فوق مستوى سطح البحر ويمكن الوصول إليها عن طريق درب من Fenêtre de Durand (2800 متر). يعتبر مونت أفريل الأخ الأصغر لمونت غيلي.